# Лысенко, Иван Максимович
Иван Максимович Лысенко (21 августа 1938, с. Черемушна, Валковский район, Харьковская область — 15 декабря 2022) — советский и украинский писатель

, музыковед

, источниковед и публицист, автор «Словаря певцов Украины» и региональной энциклопедии («Валковская энциклопедия»), составитель полного сборника произведений Марии Вольвач.

## Биография
Родился в 1938 году в селе Черемушна Валковского района Харьковской области.
В 1961—1966 годах учился в Харьковском университете на филологическом факультете, отделение украинского языка и литературы.

## Творчество
Иван Лысенко упорядочил «Словарь певцов Украины», книги «Украинские певцы в воспоминаниях», «Словарь музыкантов Украины», «Представитель украинской культуры». Также написал и опубликовал книгу воспоминаний, статей и рецензий «Музыки солнечные колокола» и «Поэзии сияющее видение»; упорядочил наследие Александра Коржа, автора первой поэмы о голодоморе «Степная судьба», репрессированного и приговоренного к 25 годам лагерей, шесть из которых отсидел. Его произведения литературовед издал отдельной книгой.

### Сборник произведений Марии Вольвач
Иван Лысенко еще с детства слышал от односельчан рассказы о Марии Вольвач, которая часто приезжала в Черемушну и читала людям свои произведения. В архивах и библиотеках Лысенко искал стихи, пьесы, рассказы, фольклорные записи и переписки забытой писательницы, из которых составил книгу под своей редакцией и назвал её — «Говори женщине правду, но не всю». Это первое полное издание художественных произведений, мемуаров и писем писательницы. Значительная часть произведений до этого вообще не публиковалась.

### Словарь украинских частных библиотек
Иван Лысенко является автором «Словаря украинских частных библиотек». Это энциклопедическое издание вышло в 2009 году в киевском издательстве «Рада».